# José Juárez

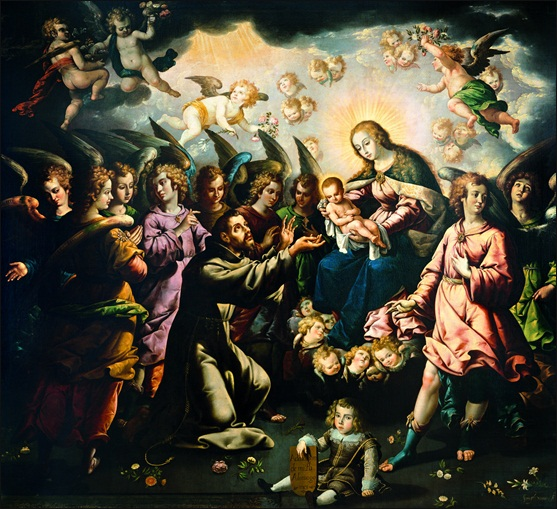
Aparición de la Virgen y el Niño a san Francisco, Ciudad de México, Museo Nacional de Arte.

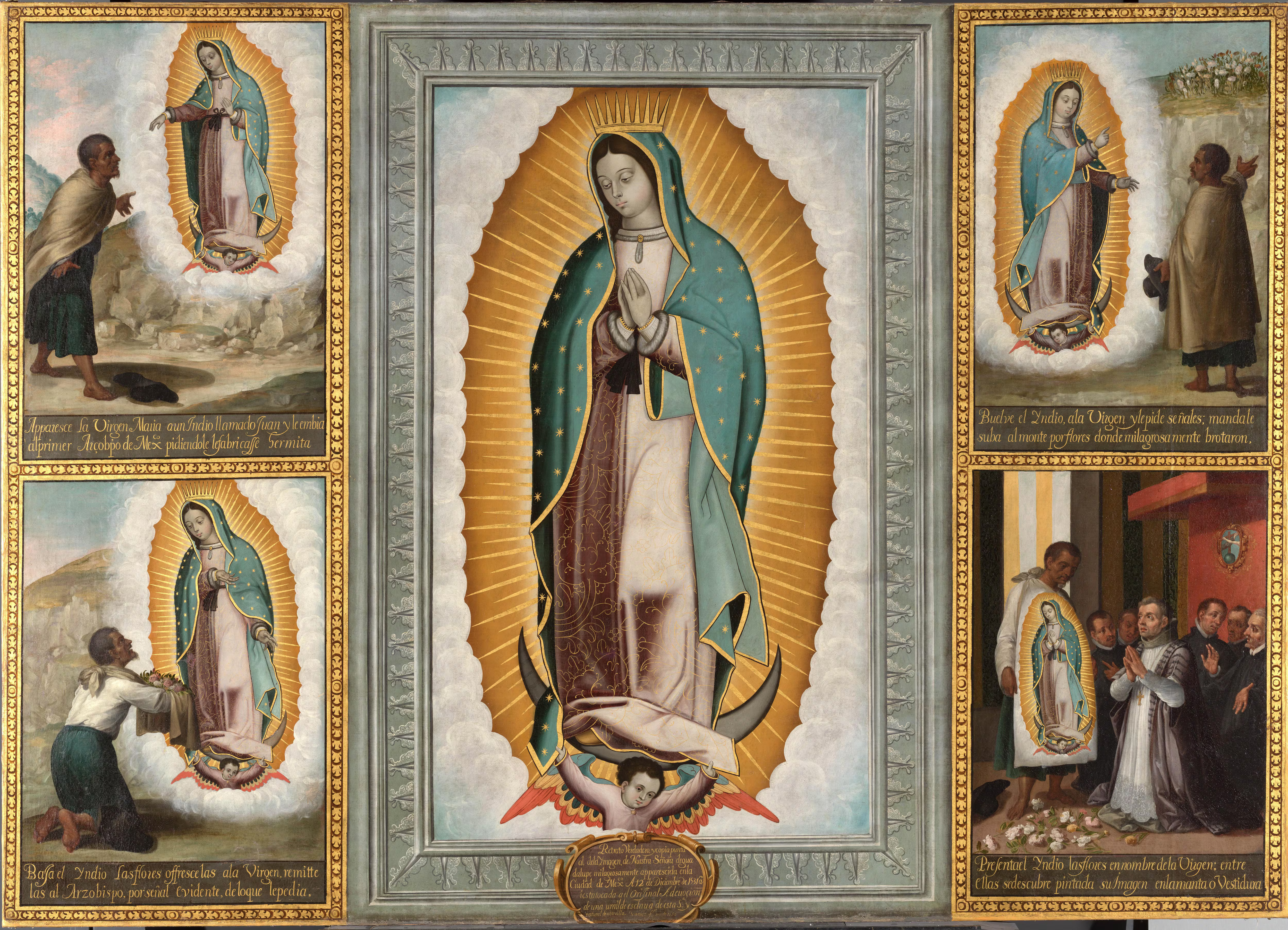
Imagen y apariciones de Nuestra Señora de Guadalupe, 1656, Convento de la Concepción, Ágreda, España

José Juárez también Xuárez (1617 - h. 1670), pintor del Barroco español que vivió en el Virreinato de la Nueva España.

## Biografía
Su padre, Luis Juárez, también fue pintor, y él mismo dio lugar a una estirpe de artistas (yerno, nietos, etc.). Juárez se formó primeramente en el taller de su padre y posteriormente en el de Sebastián López de Arteaga, de donde abrevó el estilo manierista de influencia italiana. Los detalles sobre su vida son escasos.
Su estilo fue tenebrista, influido por Zurbarán, pero no de manera directa sino a través de la obra de López de Arteaga. Su obra es de temática religiosa. Según Manuel Toussaint, en tiempos del pintor pudieron llegar a la entonces Nueva España grabados de Rubens, que influyeron su obra temprana, por ejemplo, dos obras relativas a San Francisco de Asís. Justino Fernández trató la misma relación entre ambos pintores con una Sagrada Familia con una paloma que se conserva en el monasterio de las Descalzas Reales en Madrid, y una obra del mismo tema hecha por Juárez y perteneciente a la Academia de Bellas Artes de Puebla.
Quizá sus obras más conocidas son dos que se encuentran en la Museo Nacional de Arte de la Ciudad de México: la Epifanía o Adoración de los Reyes y el Martirio de los Santos Justo y Pastor; además, es muy conocida también la mencionada Sagrada Familia que se exhibe en el Museo Universitario BUAP - Casa de los Muñecos de Puebla.
En España, el Convento de la Concepción de Ágreda, provincia de Soria, conserva el tríptico Imagen y apariciones de Nuestra Señora de Guadalupe fechado en 1656 y firmado por Juárez.